# Liptovský Peter
Liptovský Peter (slowakisch 1946–1960 „Liptovský Svätý Peter“ – bis 1946 „Svätý Peter“; ungarisch Szentpéter) ist eine Gemeinde im Norden der Slowakei mit 1265 Einwohnern (Stand 31. Dezember 2024), die zum Okres Liptovský Mikuláš, einem Teil des Žilinský kraj gehört und zur traditionellen Landschaft Liptau gezählt wird.

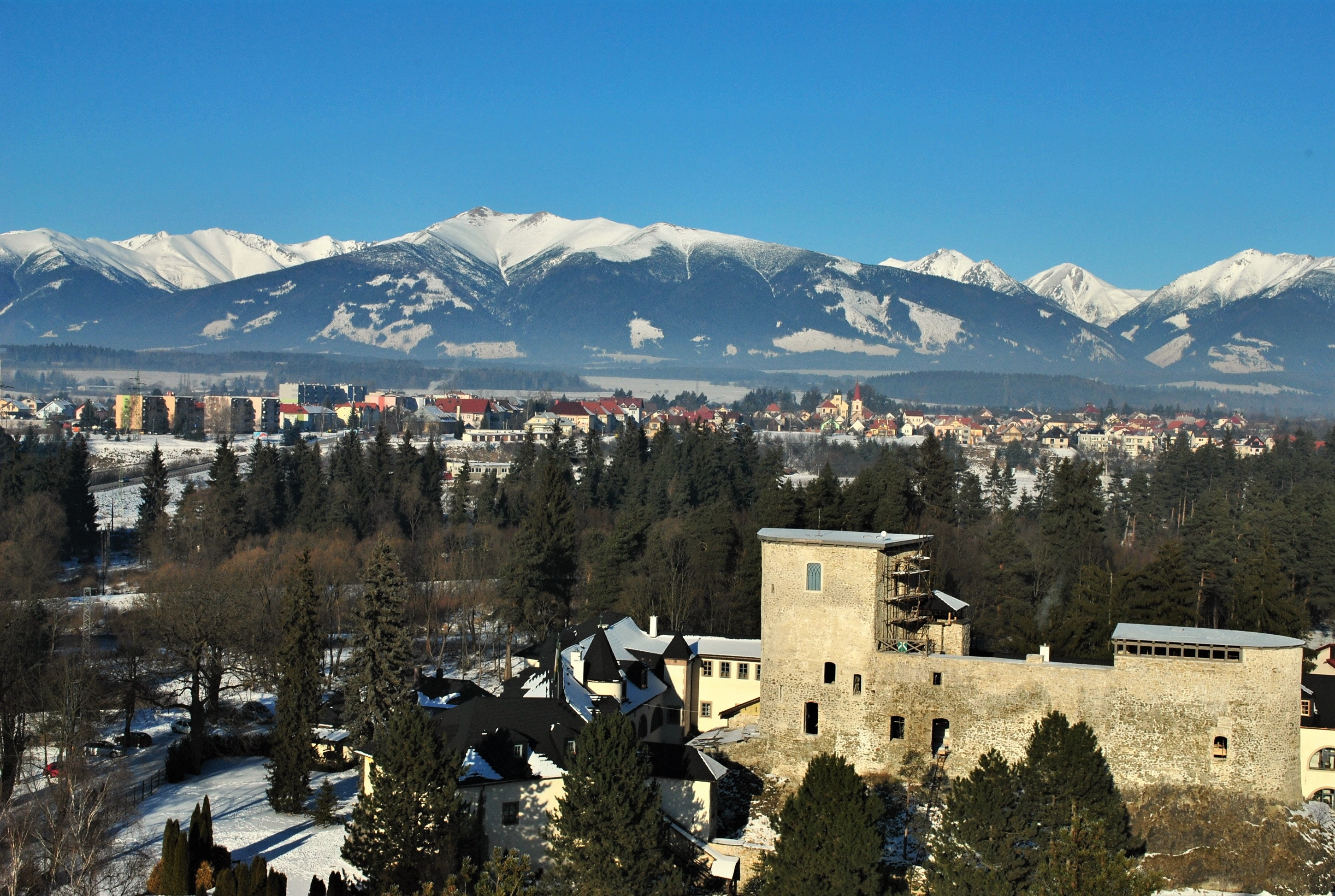

## Geographie
Die Gemeinde befindet sich in der östlichen Liptau, im Talkessel Podtatranská kotlina, genauer gesagt im Unterteil Liptovská kotlina. Östlich am Ort vorbei fließt die Belá, die zum Flusssystem Waag gehört. Das 6,12 km² große Gemeindegebiet ist weitgehend entwaldet und von Au- und Braunböden bedeckt. Das Ortszentrum liegt auf einer Höhe von 681 m n.m. und ist zwei Kilometer von Liptovský Hrádok sowie 13 Kilometer von Liptovský Mikuláš entfernt.

## Geschichte
Der Ort wurde zum ersten Mal 1286 als Zenthpetur sowie Scentpeter schriftlich erwähnt und gehörte zu den Söhnen von Serefel, Nachkommen von comes Bohumír sowie Vorfahren der Familie Szentiványi. Die letztgenannten behielten das Dorf bis 1848. Kleinere Teile gehörte zur Familie Pottornai aus Podtureň. Nach 1363 entwickelte sich das Dorf zum Marktflecken, wurde aber bald zum einfachen Dorf herabgestuft. 1709 wurde der Ort während des Rákóczi-Aufstandes vollständig zerstört.
1784 zählte man 52 Häuser und 416 Einwohner, 1828 62 Häuser und 520 Einwohner. Die Einwohner waren zumeist als Landwirte tätig, im 19. Jahrhundert gab es viele Maurer, die u. a. in Budapest arbeiteten.
Bis 1918 gehörte der im Komitat Liptau liegende Ort zum Königreich Ungarn und kam danach zur Tschechoslowakei bzw. heute Slowakei. Während des Zweiten Weltkriegs nahmen die Einwohner aktiv am Slowakischen Nationalaufstand teil. Die örtliche LPG wurde 1950 gegründet.
Von 1971 bis 1992 war die Gemeinde Teil der Stadt Liptovský Hrádok.

## Bevölkerung
| Jahr                | 1994 | 2004    | 2014    | 2024    |
| ------------------- | ---- | ------- | ------- | ------- |
| Anzahl der Personen | 1389 | 1361    | 1370    | 1265    |
| Unterschied         |      | −2,01 % | +0,66 % | −7,66 % |

| Jahr                | 2023 | 2024    |
| ------------------- | ---- | ------- |
| Anzahl der Personen | 1280 | 1265    |
| Unterschied         |      | −1,17 % |

Nach der Volkszählung 2011 wohnten in Liptovský Peter 1362 Einwohner, davon 1119 Slowaken, 47 Roma, 27 Tschechen, drei Magyaren, je zwei Polen und Mährer sowie je ein Russine, Serbe, Russe und Bulgare. 158 Einwohner machten keine Angaben. 440 Einwohner bekannten sich zur evangelischen Kirche A. B., 404 Einwohner zur römisch-katholischen Kirche, zwölf Einwohner zur griechisch-katholischen Kirche, sieben Einwohner zur orthodoxen Kirche, fünf Einwohner zur evangelisch-methodistischen Kirche; alle weiteren Konfessionen hatten weniger als fünf Anhänger. 12 Einwohner waren anderer Konfession. 271 Einwohner waren konfessionslos und bei 203 Einwohnern ist die Konfession nicht ermittelt.
Ergebnisse nach der Volkszählung 2001 (1348 Einwohner):
| Nach Ethnie: - 95,70 % Slowaken - 3,49 % Tschechen - 0,15 % Roma - 0,07 % Magyaren - 0,07 % Russinen | Nach Konfession: - 41,17 % evangelisch - 31,97 % römisch-katholisch - 21,14 % konfessionslos - 3,26 % keine Angabe - 0,67 % griechisch-katholisch |

## Söhne und Töchter der Gemeinde
- Ferdinand Čatloš (1895–1972), Verteidigungsminister der Ersten Slowakischen Republik
- Martin Martinček (1913–2004), slowakischer Fotograf